# XXXI Festival del Velero
La XXXI versión del Festival del Velero será un evento realizado el 24 de febrero de 2019 en el Anfiteatro Costanera de Huasco en Chile. El evento será desarrollado por la Ilustre Municipalidad de Huasco.

## Programación[2][3]

### Domingo 24 de febrero
- Los Jaivas

- Chico Trujillo

- Douglas

- Los Vásquez

- María Jimena Pereyra